# 大阪府の登録有形文化財一覧
大阪府の登録有形文化財一覧（おおさかふのとうろくゆうけいぶんかざいいちらん）は、大阪府にある登録有形文化財（国の登録）の一覧。

## 概説
- 2024年7月19日現在、建造物は297か所・881件である[1]。

## 建築物

### 大阪市
阿倍野区
- 源正寺楼門：平成15年1月31日
- 寺西家阿倍野長屋：平成15年12月25日
- 寺西家住宅主屋・蔵：平成17年12月26日
- 佐野屋住宅主屋：平成18年3月27日
- 萬代家住宅主屋：平成19年12月19日
- 小西朝陽館（御殿・玄関・新御殿・月見台・唐門及び脇塀・門及び御所）：平成29年6月28日
- 播谷商店主屋（店舗・土蔵・門及び塀）：平成30年3月27日
- 阿倍王子神社旧本殿・葛之葉稲荷神社本殿（旧男山八幡神社 本殿）：令和元年9月10日
- 安倍晴明神社（本殿・拝殿及び幣殿・透塀）：令和元年9月10日

生野区
- 源ケ橋温泉浴場：平成10年12月25日
- 御幸森天神宮本殿・幣殿・拝殿・透幣：平成12年4月28日
- 勝田家住宅主屋：令和4年6月29日

北区
- 大阪天満宮（梅花殿・神楽所・参集所）：平成11年10月14日
- 吉田家住宅（主屋・土蔵・宅門及び高塀・北長屋・西長屋・東長屋・南二軒長屋・北二軒長屋）：平成20年7月8日
- 日本基督教団天満教会：平成27年8月4日
- 山野家住宅主屋及び塀：令和2年2月4日
- サントリー天満寮（旧久徳家住宅主屋・門及び扉）

此花区
- 鴉宮（本殿・拝殿・中門及び透塀）：平成20年4月18日
- 鴉宮稲荷社（旧本殿）：平成31年3月29日
- 鴻池組旧本店洋館：令和4年2月17日
- 鴻池組旧本店和館：令和4年2月17日

住吉区
- 高谷家住宅：平成10年1月16日
- 池田家住宅：平成11年8月23日
- 大阪市立大学本館（一号館）：平成14年2月14日
- 日本基督教団大阪住吉教会：平成17年11月10日
- 住吉大社神館：平成18年10月18日
- 住吉大社（摂社志賀神社本殿・摂社若宮八幡宮本殿・摂社船玉神社本殿・末社待者社本殿・末社待者社拝所・神饌殿・末社楠珺本殿・末社楠珺拝殿・末社龍社本殿・末社立聞社本殿・末社貴船社本殿・末社后土社本殿・末社五社本殿・南絵馬殿・北絵馬殿・五月殿・神馬舎・南手水舎・斎館・御文庫・幸寿門・幸福門・南瑞籬門・北瑞籬門・神館西門・南中門・摂社大海神社南小門・摂社大海神社北小門）：平成30年5月10日
- 住吉大社（西大鳥居・南大鳥居・北大鳥居・角鳥居・南脇参道角鳥居・北脇参道角鳥居・摂社若宮八幡宮鳥居）：平成30年5月10日

中央区
- コニシ株式会社（旧小西儀助商店）三階蔵：平成8年12月10日
- 大阪倶楽部：平成9年5月7日
- 生駒時計店:平成9年6月12日
- 新井ビル（旧報徳銀行大阪支店）：平成9年7月15日
- 大阪城天守閣：平成9年9月3日
- 三木楽器：平成9年9月3日
- 青山ビル：平成9年9月3日
- 北浜レトロビルヂング（旧桂隆産業ビル）：平成10年1月8日
- 岸本瓦町邸：平成10年9月2日
- 大阪女学院ヘールチャペル：平成28年5月2日
- 船場ビルディング：平成12年2月5日
- 日本フリーメソジスト教団大阪日本橋キリスト教会：平成12年4月28日
- 宇野薬局：平成12年4月28日
- 少彦名神社（本殿・拝殿・幣殿）：平成12年12月4日
- 伏見ビル：平成14年6月25日
- 大阪瓦斯ビルヂング：平成15年3月28日
- 北野家住宅社屋：平成18年3月2日
- 芝川ビルディング：平成18年10月18日
- 山本能楽堂及び能舞台：平成18年12月19日
- 三ツ山家住宅旧社屋：平成18年12月19日
- 旧大阪市中央消防署今橋出張所：平成19年8月13日
- 小川香料大阪支社社屋：平成21年1月8日
- 日本基督教団島之内教会：平成21年11月19日
- 南海ビル：平成23年1月26日
- 小森谷住宅主屋：平成25年6月21日
- 西川家長屋：平成25年12月24日
- 大槻能楽堂能舞台：平成26年4月25日
- 佃家煎茶屋主屋・土蔵：平成27年3月26日
- リバーサイドビルディング - 平成28年11月29日
- 北浜長屋：平成30年11月2日
- 大阪農林会館ビル：令和3年10月14日
- 大阪府庁本館：令和3年10月14日
- 丼池繊維会館：令和3年10月14日
- 原田産業大阪本社ビル：令和3年10月14日
- フジカワビル：令和3年10月14日
- 後藤家住宅三階蔵

天王寺区
- 四天王寺八角亭：平成9年7月15日
- 念仏寺本堂：平成10年4月21日
- 心光寺本堂:平成15年9月19日
- 稱念寺山門：平成20年7月8日
- 源聖寺庫裏・山門：平成20年7月8日
- 萬福寺山門：平成20年7月8日
- 光明寺本堂・庫裏・山門：平成20年7月8日
- 心光寺山門：平成20年7月8日
- 超心寺山門：平成20年7月8日
- 大光寺山門：平成20年7月8日
- 稱名寺山門：平成20年7月8日
- 善龍寺山門：平成24年8月13日
- 大阪市立美術館：平成27年8月4日
- 四天王寺（五重塔・金堂・講堂・中門・廻廊・阿弥陀堂・納骨堂・聖霊院唐門・唐門・青龍亭）：令和4年6月29日

浪速区
- ギャラリー再会：平成19年5月15日
- 通天閣：平成19年5月15日

西区
- 山内ビル：平成12年4月28日
- 木村家住宅主屋：平成18年8月3日
- 江戸堀コダマビル（旧児玉竹次郎邸）：平成19年10月22日
- 土肥家住宅主屋：平成21年4月28日
- 旧菅澤眼科病院：平成28年11月29日

西成区
- 梅谷歯科医院：平成11年2月17日
- 鯛よし百番：平成12年2月15日
- 久金属工業（工場事務所・工場旧社長室・品質管理室・技術室・守衛室・旧第一工場・倉庫・旧防空壕・正門）：令和2年2月4日

西淀川区
- 池永家住宅（主屋・長屋門・離れ・内蔵・米蔵・道具蔵）：平成13年11月20日
- 奥山家住宅主屋：平成16年6月9日

東住吉区
- 針中野中野鍼（鍼の処・旧応接所・主屋・文書蔵・物置蔵・表門・裏門）
- 戸田家住宅主屋（旧服部家住宅）

東成区
- 大阪セルロイド会館：平成13年11月20日
- 石川家住宅（主屋・段蔵・道具蔵・長屋門・南西塀・北東塀）：令和5年2月27日
- 深江郷土資料館別館（旧幸田家住宅主屋・土蔵・乾蔵及び塀・表門）：令和5年2月27日
- 法明寺（本堂・庫裏・楽医門・鐘楼） - 令和5年8月7日

東淀川区
- 水道記念館（旧柴島浄水場送水ポンプ場）：平成11年8月23日

平野区
- 末吉家住宅（主屋・西蔵・門・塀）：平成16年11月18日
- 小林新聞舗店舗兼住宅：平成19年8月13日
- 藤岡家住宅（主屋・内蔵・道具蔵・高塀）：平成27年8月4日

福島区
- ミナミ株式会社（旧川崎貯蓄銀行福島出張所）：平成11年11月18日

都島区
- 狭間ハウス：令和3年6月24日

淀川区
- 聖贖主教会（博愛社礼拝堂）：令和5年2月27日

### 堺市
堺区
- 浅香山病院（白塔・西病棟） - 平成10年9月2日
- 大阪府立三国丘高等学校同窓会館（旧三丘会館） - 平成12年2月15日
- 堺市茶室（黄梅庵・伸庵）- 平成15年1月31日
- 旧丹治商会（社屋・門及び煉瓦塀）- 平成30年11月2日
- 旧住八屋（櫻館）主屋  - 令和2年8月17日
- 片桐棲龍堂（主屋・東ノ蔵・中ノ蔵・摩利支尊天神社廟・西ノ蔵・洗い場・煉瓦塀）- 平成12年10月18日
- 清学院（不動堂・庫裏・門）- 平成14年8月21日
- 旧天王貯水池 – 平成13年8月28日

中区
- 兒山家住宅（主屋・座敷・離れ・取り合い・内蔵・納屋・外蔵・ 門長屋・隠居所・土塀）- 平成14年2月14日
- 霜野家住宅（土塔庵）（旧主屋・内土蔵・ 二階土蔵・納屋・門長屋）- 平成22年9月10日

西区
- 近江岸家住宅（主屋・外塀） - 平成10年1月16日
- 南海電気鉄道南海本線浜寺公園駅舎  - 平成10年9月2日
- 南海電気鉄道南海本線諏訪ノ森駅西駅舎 – 平成10年9月2日
- 小倉家住宅（洋館・門） - 令和3年10月14日
- 阪之上家住宅（洋館・離れ屋敷・蔵・渡廊下・外塀） - 平成11年11月18日

南区
- 小谷城郷土館（主屋・門長屋・瓦蔵・籾蔵・二番蔵・土蔵） - 平成17年7月12日
- 小谷家住宅（主屋・正門・南門・土塀） - 平成25年6月21日

北区
- 旧是枝近有邸 – 平成14年2月14日
- 筒井家住宅（主屋・座敷棟・茶室・門長屋・土蔵・土塀） - 令和2年4月3日

美原区
- （なし）

### 豊中市
- 住吉神社能舞台- 平成10年12月11日
- 大阪大学共通教育本館 – 平成16年6月9日
- 村司家住宅主屋 – 平成19年7月31日
- 西山家住宅（離れ及び待合・洋館・渡廊下・高塀） - 平成19年12月5日
- 松村家住宅主屋- 平成19年12月5日
- 旧羽室家住宅（主屋・土蔵・ 納屋） - 平成19年12月5日
- 大阪大学待兼山修学館（旧大阪帝国大学医学部附属病院石橋分院本館） - 平成20年3月7日
- 奥野家住宅（主屋・西蔵・米蔵・東蔵・新蔵・門長屋・中門・露地門及び高塀） - 平成20年7月8日
- 大阪府立桜塚高等学校（旧豊中高等女学校）塀（周塀） - 平成21年1月8日
- 上田家住宅（主屋・離れ・物置） - 平成24年8月13日
- カトリック豊中教会（聖堂及びヨゼフ館・司祭館） - 平成26年3月18日
- 榎原家住宅（主屋・離れ・土蔵一・土蔵二・土蔵三・露地門及び塀・ 庭門及び塀・外塀"
- 日本民家集落博物館（河内布施の長屋門・堂島の米蔵・北河内の茶室） - 平成29年6月28日
- 西山家住宅（主屋・正門及び高塀） - 平成30年11月2日

### 池田市
- 稲束家住宅（主屋・土蔵） - 平成15年9月19日
- 河村商店（旧加島銀行池田支店） - 平成15年12月1日
- いけだピアまるセンター（旧池田実業銀行本店） - 平成16年6月9日
- 吉田酒造（主屋・蔵・塀） - 平成19年5月15日 *逸翁美術館（旧本館・即庵・費隠・旧本館正門・旧本館塀） - 平成21年8月7日

### 箕面市
- 高橋家住宅  - 平成9年11月5日
- 今戸家住宅  - 平成10年1月16日
- 澤村家住宅  - 平成10年9月2日
- 篠崎家住宅  - 平成11年8月23日
- 瀧安寺鳳凰閣  - 平成12年9月26日
- 中井家住宅（主屋・ 表門長屋・ 西蔵・庭門及び塀・高塀） - 平成28年11月29日

### 豊能町
- なし

### 能勢町
- 吉野薬師堂  - 平成16年8月17日

### 吹田市
- 千里寺本堂 - 平成14年2月14日
- 大光寺太子館 - 平成14年6月25日
- 中西家住宅（主屋・勘定部屋・内蔵・土蔵一・土蔵二・長屋門・キザラ（木小屋）） - 平成15年6月25日
- 榎原家住宅（主屋・長屋門・東土蔵・旧米蔵・西土蔵・掛塀） - 平成16年6月9日
- 亘家住宅（主屋・離れ・長屋門・土蔵・米蔵） - 平成18年10月18日 *岡田家住宅主屋 - 平成18年10月18日
- 山本家住宅（主屋・東土蔵・北土蔵及び表門家住宅） - 令和元年12月5日
- 永井家住宅（主屋・土蔵） - 令和2年4月3日
- 太陽の塔 - 令和2年8月17日

### 茨木市
- 免山篤家住宅（主屋・土蔵一・土蔵二・勝手・納屋・北及び東塀・西塀・石垣）-  平成12年12月4日
- 川本家住宅（店舗兼主屋・離れ・倉庫） - 平成26年4月25日
- 真宗大谷派茨木別院（本堂・鐘楼） - 平成28年11月29日

### 摂津市
- （なし）

### 島本町
- 島本町立歴史文化資料館（旧麗天館） - 平成27 年8 月4日
- 水無瀬神宮（本殿・拝殿及び幣殿・神庫・手水舎・神門及び築地塀） - 平成28年8月1日
- 若山神社本殿 - 平成30年3月27日

### 守口市
- （なし）

### 枚方市
- 大阪歯科大学牧野学舎本館 - 平成17年11月10日
- 奥野家住宅（主屋・衣装蔵・道具蔵・米蔵・長屋門） - 平成29年5月2日
- 田中家住宅（主屋・離れ・道具蔵・米蔵・中門・長屋門） - 平成30年11月2日
- 松宮家住宅（主屋・西蔵・米蔵・表門）- 令和元年12月5日
- 小野家住宅（店舗兼主屋・ 離れ・道具蔵） - 令和3年10月14日
- 旧木南家住宅主屋 - 令和5年2月27日

### 寝屋川市
- 聖母女学院校舎 - 平成9年5月29日
- 平池家住宅（主屋・長屋門） - 令和3年6月24日

### 大東市
- 辻本家住宅主屋 - 平成27年8月1日

### 門真市
- 願得寺（玄関・書院・ 客間・太鼓楼） - 平成18年3月2日

### 交野市
- 山野家住宅（主屋・長屋門・酒蔵一・酒蔵四・蔵・土塀）
- 交野市立教育文化会館（旧交野無尽金融株式会社本社屋）
- 天野川砂防堰堤
- 尺治川砂防堰堤
- 尺治川床固工

### 四條畷市
- 大阪府立四條畷高等学校本館 - 平成17年7月12日
- 四條畷市立歴史民俗資料館展示室 - 平成19年5月15日

### 八尾市
- 桃林堂板倉家住宅 - 平成11年6月7日
- 浅野家住宅（主屋・乾蔵・ 巽蔵・東納屋・南納屋） - 平成16年11月8日
- 慈願寺（本堂・手水屋・太鼓楼・経蔵・ 鐘楼・表門及び築地塀・脇門及び築地塀） -平成18年3月2日
- 高田家住宅（主屋・米蔵） - 平成20年3月7日
- 萩原家住宅（ 主屋・巽蔵・ 木綿蔵・米蔵・納屋・ 表門及び高塀・裏門） - 令和元年9月10日 *木村家住宅（主屋・土蔵・本蔵・茶室） - 令和3年6月24日

### 柏原市
- カタシモワインフード貯蔵庫 - 平成17年2月9日
- 天理教北阪分教会（教職舎・離れ・倉庫・欄干） - 平成17年8月2日
- 寺田家住宅（主屋・離れ・内蔵・土蔵・米蔵・南門・東門） - 平成18年8月2日
- 安田家住宅主屋 - 令和4年2月17日
- 築留二番樋 - 平成13年10月12日
- 玉手橋 - 平成13年10月12日

### 東大阪市
- 谷岡記念館 - 平成12年9月26日
- 樟徳館（主屋・土蔵・鎮守社・門・東塀・南塀） - 平成12年10月18日 *岸田家住宅主屋 - 平成18年3月27日
- 樟蔭学園記念館 - 平成18年3月27日
- 川中家住宅（主屋・離れ） - 平成18年11月29日
- 樟蔭学園樟古館（旧洗濯室・旧試食室） - 平成19年7月31日
- 横内家住宅（主屋・奥座敷棟・表門・露地門及び塀・土塀 - 平成27年8月27日
- 藤井家住宅（主屋・離れ・乾蔵・米蔵・納屋・表門・東門及び土塀） - 平成28年11月29日

### 富田林市
- 葛原家住宅（南葛原別邸、主屋・倉庫） - 平成10年4月21日
- 杉田家住宅（主屋・蔵）-  平成12年12月4日
- 中内眼科医院 -  平成13年4月24日
- 富田林市立川西小学校教育歴史資料室（旧川西尋常小学校）-  平成13年11月20日
- 岩根家住宅（主屋・奥座敷・酒蔵・南蔵・西蔵・茶室・門屋・籠塀）-  平成20年4月18日 *桃花塾（本館・教室棟）- 平成21年4月28日
- 旧田中住宅（主屋・表屋・供部屋・土蔵・附;普請入用帳(2冊)・古図(2枚)）- 平成25年6月21日

### 河内長野市
- 南天苑本館 -  平成15年7月1日
- 西條合資会社旧店舗（主屋・土蔵）-  平成16 年7月1日
- 河内長野市立武道館（旧長野町尋常高等小学校講堂）-  平成18年12月19日
- 八木家住宅（主屋・土蔵）-  平成20年10月23日
- 辻野家住宅主屋 -  平成21年4月28日
- 金剛寺（本坊持仏堂・本坊客殿・本坊大玄関・本坊奥殿・本坊渡廊下・本坊茶室・本坊表門・無量寿院・籠堂・天野川東岸旧子院築地塀・大講堂・大講堂食堂・鎮守橋）- 平成29年6月28日
- 和田家住宅主屋 -  平成30年11月2日
- 薬樹山延命寺宝物館 -  令和3年2月4日

### 松原市
- 中山家住宅（主屋・湯殿・寝部屋・寮・二階蔵・南蛮蔵・炭蔵綿蔵・北二階蔵・米蔵・瀬戸物蔵・本蔵及び裏門・長屋門・長屋・塀） - 平成16年3月2日
- 田中家住宅（高見の里、主屋・長屋門・土蔵・離れ・外塀） - 平成18年8月3日
- 田中家住宅（南新町、主屋・長屋門）- 平成21年4月28日
- 嶋田家住宅（玄関書院・奥座敷・道具蔵・大門） - 平成26年10月7日

### 羽曳野市
- 松村家住宅（主屋・土蔵一・土蔵二・土蔵三・長屋門・内塀・外塀） - 平成18年8月3日

### 藤井寺市
- 藤本家住宅（主屋・便所及び塀付・離れ・表門・裏門・道具蔵・衣装蔵・北米蔵・南米蔵・西納屋・東納屋）- 平成18年10月18日 *藤野家住宅（主屋・東門及び長屋・納屋・米蔵及び道具蔵・物置・鳥小屋・正門・露地門及び塀・塀） - 平成24年8月13日
- 伴林氏神社（拝殿及び幣殿） - 令和4年6月29日

### 大阪狭山市
- 辻家住宅（主屋・本蔵・米蔵・居間・長屋門・高塀・仕切塀） - 平成18年3月2日
- 松田家住宅主屋 – 平成21年4月28日

### 太子町
- 山本家住宅（主屋・西蔵・東蔵・高塀） - 平成13年10月12日 *大道旧山本家住宅（主屋・離れ） - 平成14年8月21日
- 大道旧山本家住宅蔵 – 平成15年9月19日

### 河南町
（なし）

### 千早赤阪村
- 赤石家住宅（主屋・座敷蔵）- 平成19年5月15日
- 建水分神社摂社南木神社（本殿 一棟・拝殿及び幣殿 一棟・築地塀 一基・宝庫 一棟） - 令和3年2月4日

### 泉大津市
- 田中家住宅（主屋・玄関及び座敷棟・備窮倉・勝手門及び納屋・表門・築地塀） - 平成19年12月5日
- 旧海野家住宅地（主屋・塀・噴水泉） - 平成29年5月2日

### 和泉市
- 佐竹ガラス主屋（事務所・溶解場・作業場・調合場・鎮守社） - 平成13年4月24日
- 和泉市久保惣記念美術館茶室（玄関・聴泉亭・惣庵・楠陰庵・外腰掛待合・内腰掛待合・正門・中潜・梅見門・井筒） - 平成18年11月29日
- 西教寺（本堂・式台玄関及び書院・上書院・手水屋・大門及び築地塀・門柱及び鉄柵・鐘楼・経蔵・太鼓楼・東門・北門） - 平成26年10月7日

### 高石市
- 井上良尚家住宅（主屋・長屋門・蔵・油屋・茶室） - 平成12年9月26日
- 伽羅橋  - 平成20年4月18日

### 忠岡町
- 正木記念邸（主屋・腰掛待合・中門） - 平成26年4月25日

### 岸和田市
- 岸和田市立自泉会館（自泉館） - 平成9年5月7日
- 旧岸和田村尋常小学校校舎 - 平成9年11月5日
- 和田家住宅（主屋・内蔵・外蔵・離れ・長屋門・待合・内塀・外塀・東塀・勝手口門） - 平成14年8月21日
- 旧和泉銀行本店（C.T.L.BANK） - 平成18年3月2日
- 杉江能楽堂 – 令和4年6月29日

### 貝塚市
- 水間鉄道水間観音駅舎 - 平成11年2月17日
- 並河家住宅（主屋・土蔵） - 平成15年3月18日
- 山田家住宅主屋 - 平成15年3月18日
- 宇野家住宅（主屋・茶室・東土蔵・西土蔵・高塀） - 平成15年3月18日
- 竹本家住宅（西主屋・東主屋） - 平成15年3月18日
- 利齋家住宅（主屋・離れ・土蔵）- 平成15年3月18日
- 岡本家住宅（主屋・座敷・新蔵・中蔵・北蔵）- 平成15年3月18日
- 尾食家住宅（主屋・離れ）- 平成15年3月18日
- 竹本家住宅主屋 - 平成15年7月1日
- 吉村家住宅（主屋・道具蔵・衣装蔵）- 平成15年7月1日
- 廣海家住宅（主屋・居間蔵・中蔵・下蔵・新蔵・離れ・納屋・高塀） - 平成15年7月1日
- 貝塚市歴史展示館（旧ユニチカ株式会社貝塚工場事務所） - 平成19年5月15日
- 南川家住宅（主屋・離れ） - 平成19年10月2日
- 名加家住宅（主屋・隠居屋）- 平成20年4月18日
- 感田神社（末社一之社本殿・末社三之社本殿・末社四之社本殿・末社五之社本殿・神輿蔵・神楽殿・神馬舎・神門・土塀・南門・参集殿・齋館） - 平成20年10月23日
- 寺田家住宅（主屋・新宅・内蔵・外蔵・納屋・本門・石垣塀）- 平成23年7月25日
- 要家住宅（表書院・離れ書院・内蔵・唐戸蔵・道蔵・道具蔵・表長屋門・内長屋門・中門・庭門及び塀・土塀） - 平成29年6月28日

### 泉佐野市
- 新井家住宅（玄関・座敷・奥座敷・主屋・蔵・門・塀） - 平成11年7月8日
- 池田谷家住宅（主屋・蔵） - 平成16年3月29日
- 塚本家住宅蔵（旧覚兵家住宅米蔵） - 平成20年4月18日
- 上善寺（本堂・庫裏・経蔵・鐘楼・表門・裏門） - 平成20年7月8日
- 蟻通神社（本殿・拝殿及び幣殿・透廊・後門及び東西透塀・舞殿・絵馬殿・表門・裏門・南手水舎・北手水舎・太鼓橋） - 平成27年8月4日
- 大将軍湯  -  平成30年11月2日

### 泉南市
- 山田家住宅（主屋・玄関棟・台所棟・米蔵・土蔵・表門・長屋門・土塀） - 平成14年6月25日
- 男神社（拝殿及び幣殿・社務所・透塀） - 平成29年10月27日

### 阪南市
- 成子家住宅（主屋・離れ・土蔵一・土蔵二・酒蔵一・酒蔵二・酒蔵三・酒蔵四・表門・塀） -  平成13年10月12日
- 南家住宅（主屋・内蔵・外蔵・辰巳蔵・納屋・表門・土塀） - 平成17年11月10日

### 熊取町
- （なし）

### 田尻町
- （なし）

### 岬町
- （なし）

## 記念物

### 吹田市
- 旧西尾氏庭園 - 平成25年8月1日
- 旧中西氏庭園 - 平成25年8月1日

### 和泉市
- 和泉市久保惣記念美術館茶室庭園 – 令和3年3月26日

### 阪南市
- 南氏庭園  - 平成26年6月20日